# گورستان رباط علیا
قبرستان رباط علیا مربوط به دوره ایلخانی است و در شهرستان خمین، بخش کمره، دهستان خرمدشت، روستای رباط علیا واقع شده و این اثر در تاریخ ۲۳ بهمن ۱۳۸۵ با شمارهٔ ثبت ۱۷۳۵۲ به‌عنوان یکی از آثار ملی ایران به ثبت رسیده است.